# Sorex averini
Sorex averini är en däggdjursart som beskrevs av Zubko 1937. Sorex averini ingår i släktet Sorex och familjen näbbmöss. Inga underarter finns listade i Catalogue of Life.
Artens holotyp hittades i Cherson oblast i södra Ukraina nära floden Dnepr. Taxonet godkänns inte av IUCN. Det listas där som synonym till vanlig näbbmus (Sorex araneus).